# Pseudapis rugiventris
Pseudapis rugiventris là một loài Hymenoptera trong họ Halictidae. Loài này được Friese mô tả khoa học năm 1930.